# Karla Vega-Flores
Karla Vega-Flores (1976) es una micóloga, curadora, y profesora mexicana, que desarrolla actividades de investigación y académicas en el "Departamento de Biología de Suelos", de la Universidad Nacional Autónoma de México. Y anteriormente, en el Herbario y Jardín botánico de la Benemérita Universidad Autónoma de Puebla.

## Algunas publicaciones
- Alfredo lópez-Caamal, patricia mussali-Galante, Leticia valencia-Cuevas, jaime jiménez Ramírez, karla vega-Flores, Efraín tovar-Sánchez. 2013. Transgressive character expression in hybrid zones between the native invasives Tithonia tubaeformis and Tithonia rotundifolia (Asteraceae) in Mexico. Plant Systematics and Evolution 0378-2697: 1-12 resumen en línea ISSN 1615-6110

- r. ramírez-Rodríguez, e. tovar-Sánchez, j.r. Jiménez, karla vega Flores, v. Rodríguez. 2011. Introgressive hybridization between Brahea dulcis and B. nitida (Arecaceae) in Mexico: evidence from morphological and PCR-RAPD patterns. Botany 89: 545–557

- maricela rodríguez–Acosta, karla vega Flores, víctor h. de gante–Cabrera, jaime jiménez–Ramírez. 2009. Distribución del género Jatropha L. (Euphorbiaceae) en el Estado de Puebla, México. Polibotánica 28: 37-48 ISSN 1405-2768 en línea

- ramiro cruz Durán, karla vega Flores, jaime jiménez Ramírez. 2008. Magnolia vazquezii (Magnoliaceae), una especie nueva del Estado de Guerrero, México. Novon A J. for Botanical Nomenclature 18 (1): 21-24[4]

- jaime Jiménez Ramírez, ramiro cruz Durán, karla vega Flores. 2008. Prockia oaxacana (Salicaceae), una Especie Nueva del Estado de Oaxaca, México. Novon A J. for Botanical Nomenclature 18 (3): 351-356[4] resumen en línea

- -----------------------------, karla vega Flores, ramiro cruz Durán, j. Antonio Vázquez García. 2007. Magnolia guerrerensis (Magnoliaceae), una especie nueva del bosque mesófilo de montaña del estado de Guerrero, México. Bol. Soc. Bot. México 80: 73-76 en línea
- La abreviatura «K.Vega» se emplea para indicar a Karla Vega-Flores como autoridad en la descripción y clasificación científica de los vegetales.[5]